# Osmia bischoffi
Osmia bischoffi är en biart som beskrevs av Atanassov 1938. Osmia bischoffi ingår i släktet murarbin, och familjen buksamlarbin. Inga underarter finns listade i Catalogue of Life.